# Cathay Dragon
Pour les articles homonymes, voir Cathay (homonymie).
港龍航空公司
Cathay Dragon, anciennement Dragonair (code AITA : KA ; code OACI : HDA) est une compagnie aérienne de Hong Kong. Son nom officiel déposé est Hong Kong Dragon Airlines Limited. Elle exploite des vols internationaux depuis son hub de l'aéroport international de Hong Kong. Elle est membre de Oneworld.
Le 21 octobre 2020, Cathay Pacific annonce la fin immédiate des opérations de Cathay Dragon.

## Histoire

L'ancien logo de Dragonair, que Cathay Pacific a promis de sauvegarder.

En juillet 1985, un Boeing 737-200A s'envole de l'aéroport international de Hong Kong pour Kota Kinabalu en Malaisie. C’est le premier vol commercial de Hong Kong Dragon Airlines, connue depuis sous le nom de Dragonair. 
Le 28 septembre 2006, Cathay Pacific achète Dragonair et est devient sa société faîtière. Le 1er novembre 2007, comme filiale de Cathay Pacific, Dragonair rejoint l'alliance Oneworld.
En février 2016, Cathay Pacific annonce qu'un changement d'image est en cours afin de remplacer Dragonair avec un nouveau nom : «Cathay Dragon». Cependant, le logotype de Dragonair est préservé.

## Destinations
Dragonair dessert 41 destinations (seulement en Asie).
Asie de l'Est
- (Hong Kong)
- (Canton, Changsha, Chengdu, Fuzhou, Guilin, Haikou, Hangzhou, Kunming, Nankin, Ningbo, Pékin, Sanya, Shanghai, Tchongking, Tsingtao, Wenzhou, Wuhan, Xi'an, Xiamen, Zhengzhou)
- (Busan, Jeju)
- (Fukuoka, Okinawa)
- (Kaohsiung, Taichung, Taipei)

Asie du Sud
- (Dacca)
- (Bengaluru, Calcutta)
- (Kathmandou)

Asie du Sud-Est
- (Rangoun)
- (Phnom Penh, Siem Reap)
- (Kota Kinabalu)
- (Clark, Manille)
- (Chiang Mai, Phuket)
- (Hanoï, Da Nang)

## Flotte
En octobre 2018, les appareils suivants sont en service au sein de la flotte de Cathay Dragon: 

## Prix
Dragonair est élue meilleure compagnie aérienne régionale d'Asie du Sud-Est en 2008 selon Skytrax. Elle est classée 4 étoiles Skytrax.

## Galerie

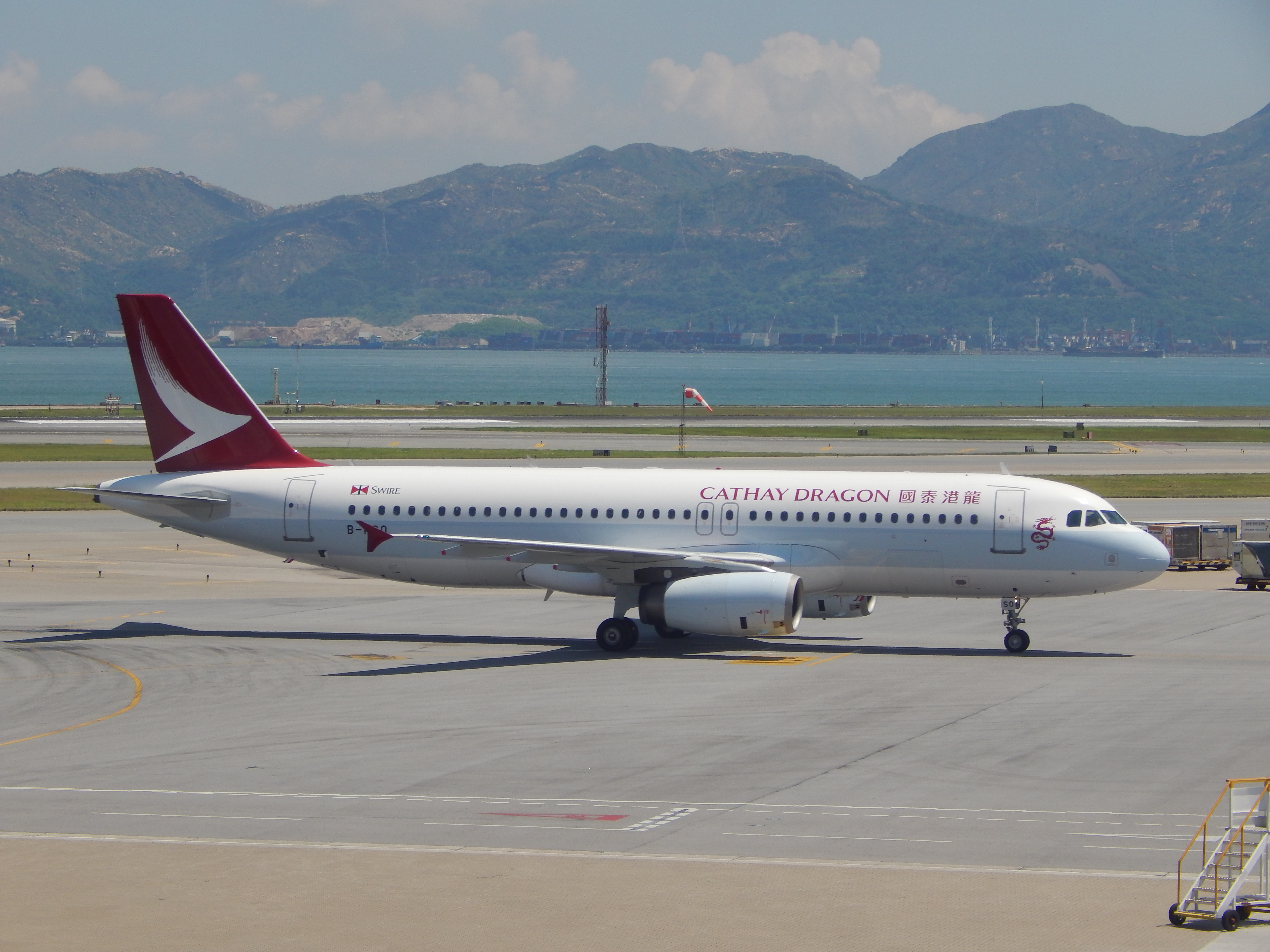
Airbus A320-200 arborant la nouvelle livrée
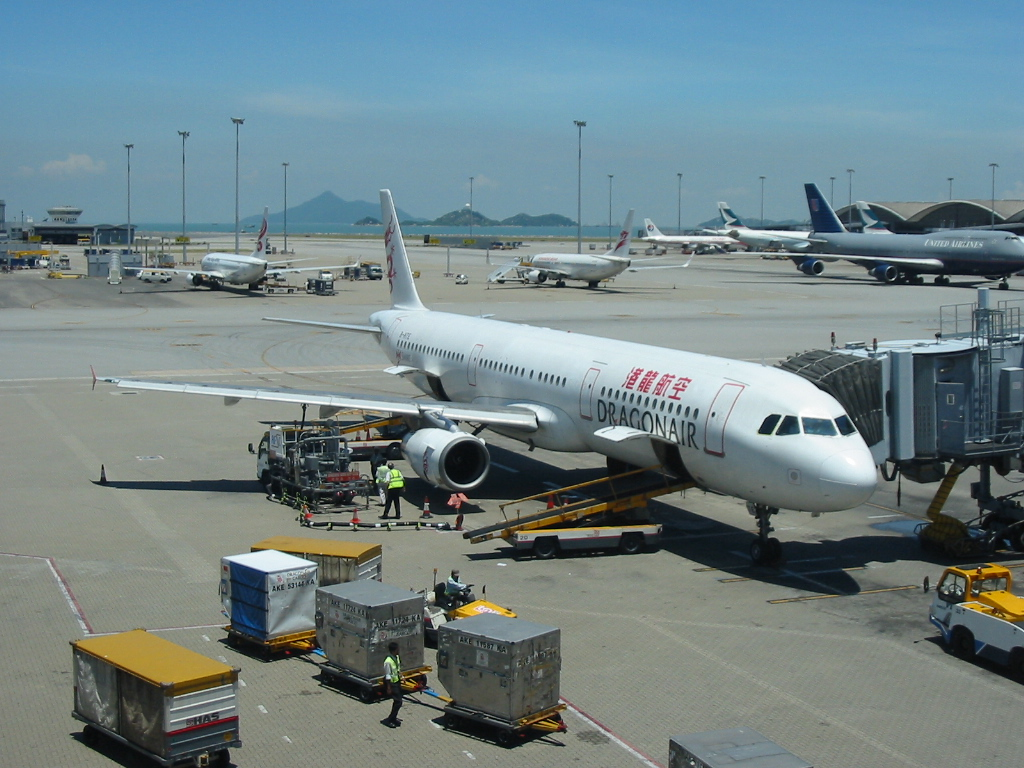
Airbus A321-200
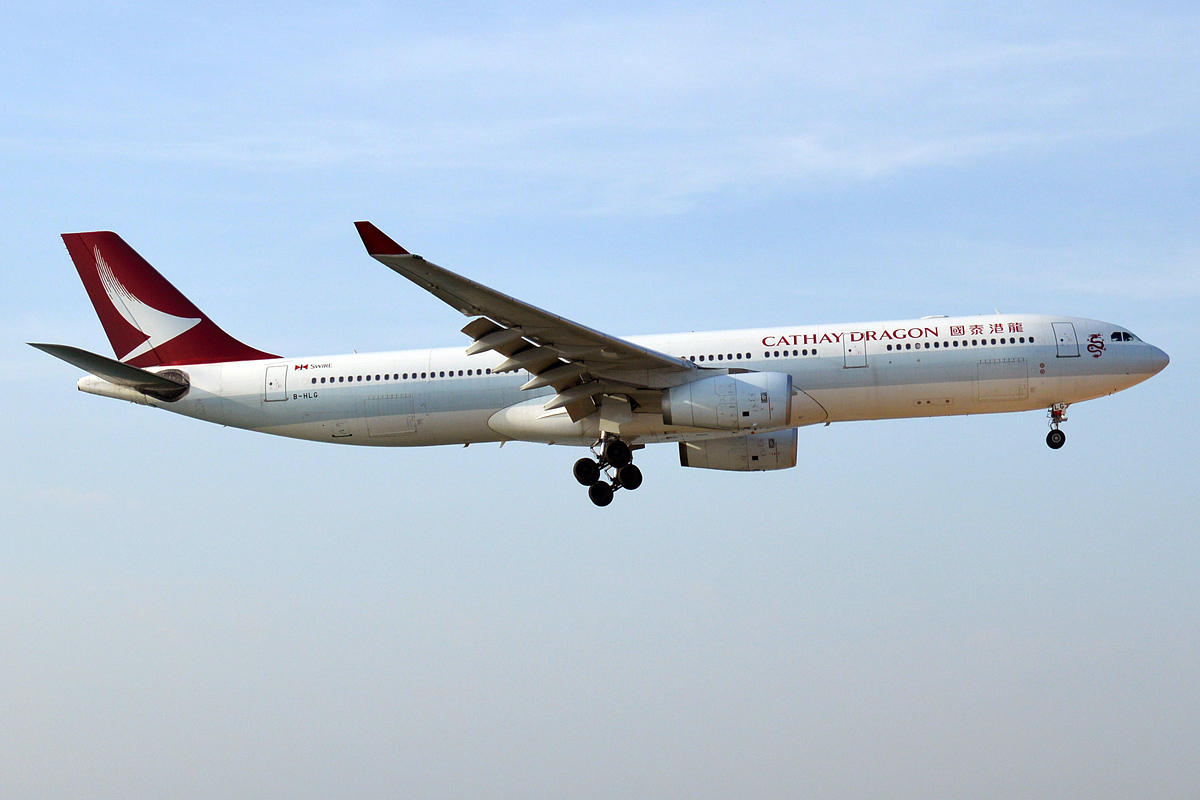
Airbus A330-300 arborant la nouvelle livrée
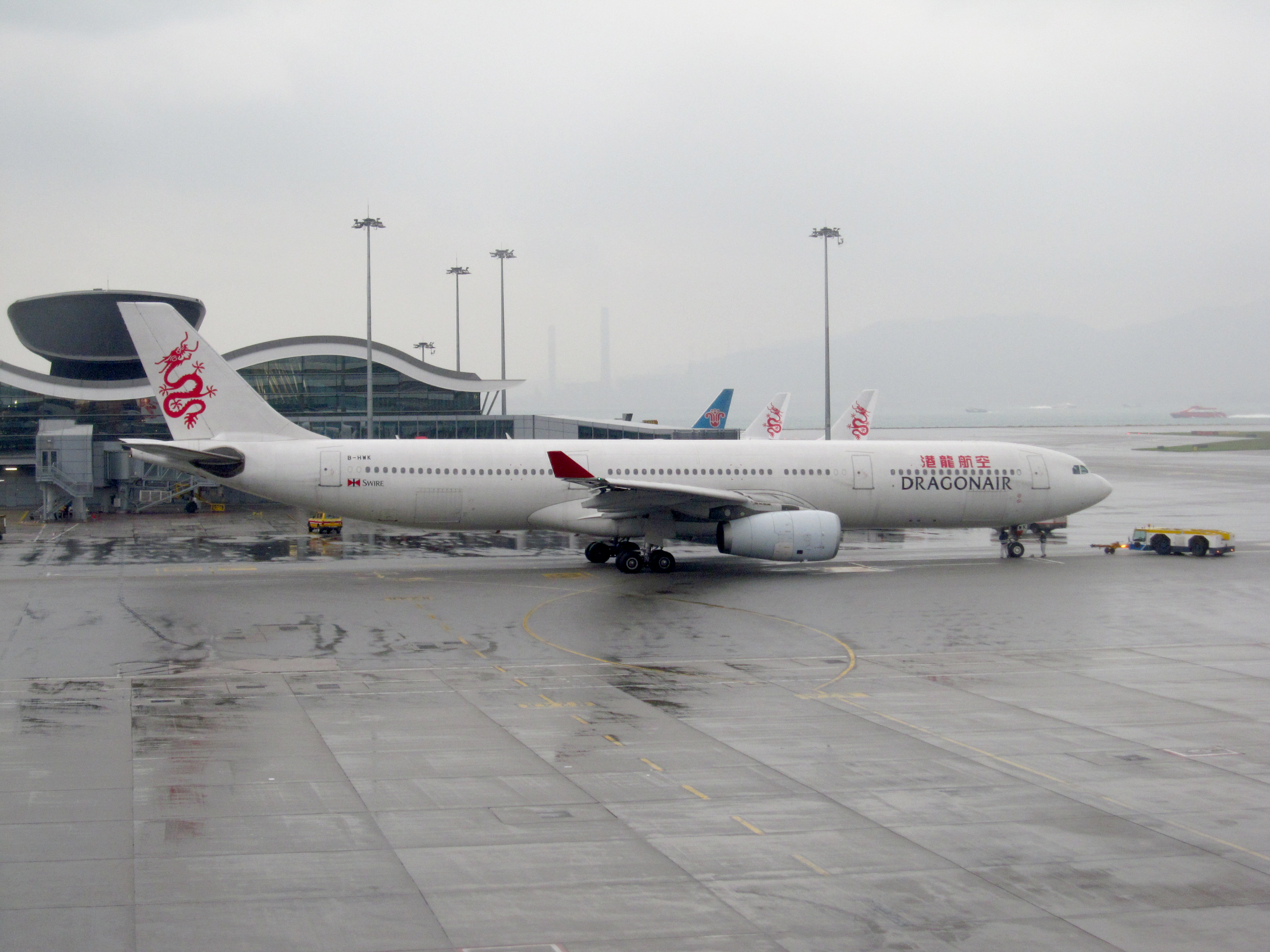
Airbus A330-300
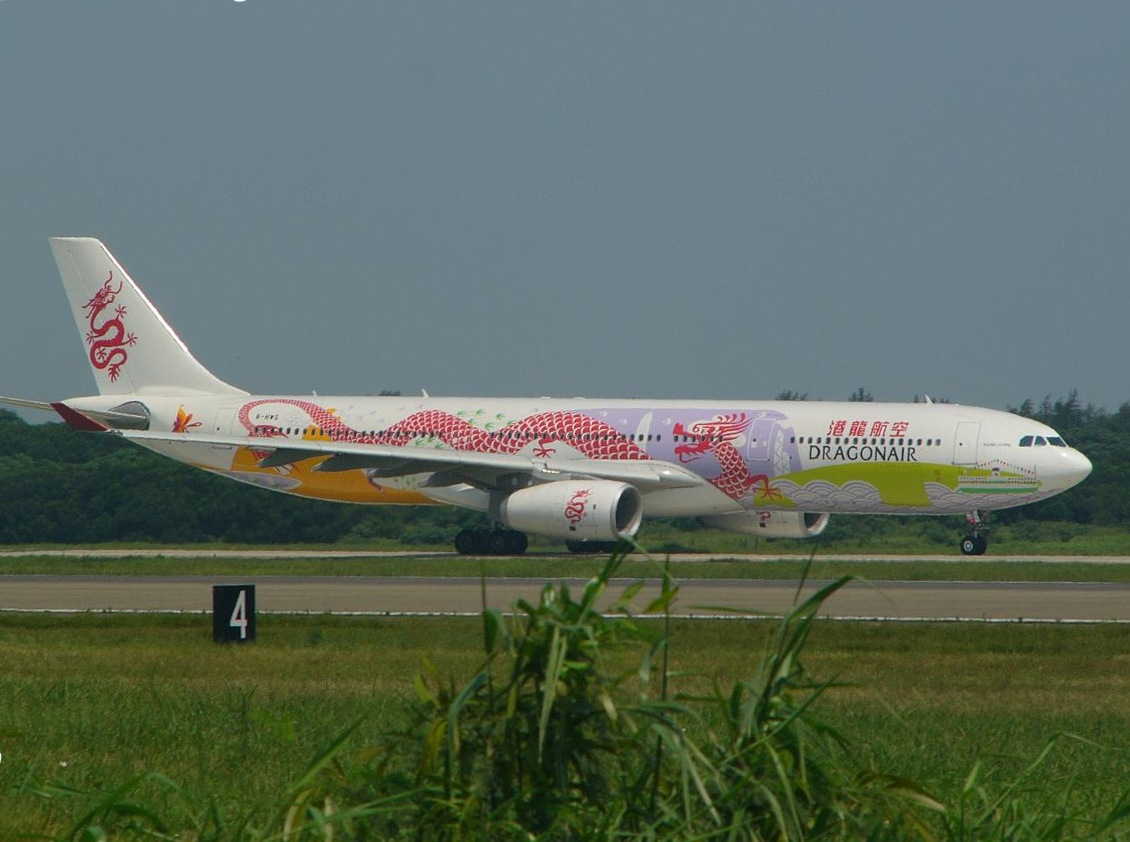
Airbus A330-300